# Sascha Rossmüller
Sascha Rossmüller (ou Sascha Roßmüller) (Straubing, 15 de dezembro de 1972) é um político alemão ligado ao Partido Nacional Democrata Alemão.